# Zaječí potok (přítok Smědé)
Zaječí potok je vodoteč tekoucí na severu České republiky, ve Frýdlantském výběžku Libereckého kraje. Pramení na severním úbočí Ptačího vrchu (406 m n. m.) ve vzdálenosti asi 3,5 kilometru jihozápadně od Frýdlantu. Odtud teče severozápadním směrem, až dosáhne tělesa bývalé úzkorozchodné železniční tratě z Frýdlantu do Heřmanic. Před ním se stáčí k severovýchodu, podchází tuto trať a směřuje svůj tok stále severovýchodním směrem, až dosáhne silnice III/03511. Pod mostkem poblíž průmyslového závodu společnosti Rasl a syn, která se nachází na západní straně města Frýdlantu, silnici podchází a vtéká do vodní nádrže nacházející se severně od zmíněného závodu. Na východní straně nádrže z ní opět vytéká a po třech stech metrech toku severovýchodním směrem se levostranně vlévá do řeky Smědé.